# Deutsches Brauereimuseum
El Deutsche Brauereimuseum (Museo alemán de la cervecería) fue fundado en 1952 y es un museo situado en la St.-Jakobs-Platz en Múnich (Alemania).
Es el museo más conocido de tal tipo en Alemania y contiene una colección de vasos de cerveza y de humpens. El objeto expuesto más viejo es de 4000 a. C. Acento de la exhibición es la evolución histórica y técnica de la elaboración de cerveza. El museo exhibe también los modelos de las cervecerías y una microcervecería completa.